# Kapitalomsättningshastighet
Kapitalomsättningshastighet är ett mått som visar hur mycket kapital en verksamhet kräver, dvs det mäter hur kapitalintensiv verksamheten är. Kapitalomsättningen beräknas genom att ta omsättning dividerat med en kapitalbas vilken vanligen utgörs av det totala kapitalet (genomsnittlig balansomslutning). 
Formeln för måttet är: KOH = omsättning / totalt kapital
Kapitalomsättningshastigheten kan även beräknas med annan kapitalbas än det totala som exempelvis sysselsatt eller operativt.